# Берта (Перт)
Берта (англ. Bertha) ― римская крепость, находившаяся к северу от города Перт, Шотландия, на месте слияния рек Олмонд и Тей. Является местом археологических раскопок национального значения.
Некоторые учёные-историки выдвигают предположение о том, что само название города Перт было лишь искажением названия римского форта. Согласно другому мнению, имя «Берта» первоначально использовалось средневековыми шотландскими хронистами, такими как Иоанн Фордунский и Вальтер Боуэр, которые не знали оригинального названия это места и просто латинизировали «Перт» в «Берт». Поэтому римляне, возможно, могли на самом деле называть крепость «Тамия», в честь реки Тей. Так или иначе, во времена раннего средневековья заброшенная крепость всё ещё использовалось в церемониальных целях пиктскими и гэльскими королями, которые называли её «Ратинверамон».
Форт служил базой снабжения для поддержки римских легионов, которые изредка совершали военные экспедиции в северо-восточную часть Шотландии. Он был построен около 83 года н.э. В это время он был самой высокой судоходной точкой на реке Тей. Историки считают, что крепость использовалась трижды вплоть до III века.
Участок земли площадью в 36 тыс. кв. м. был идентифицирован как место расположения крепости в XVIII веке. К тому времени остатки сооружения были серьёзно повреждены из-за эрозии от реки и вспашки, но тем не менее раскопки, которые были проведены в 1973 году, выявили крепостной ров шириной 3,4 м. и 1,7 м. глубиной. Также во рву была обнаружен широкая берма шириной 9,1 м., поддержанная валом дёрна шириной 6,4 м.